# Meteorismo

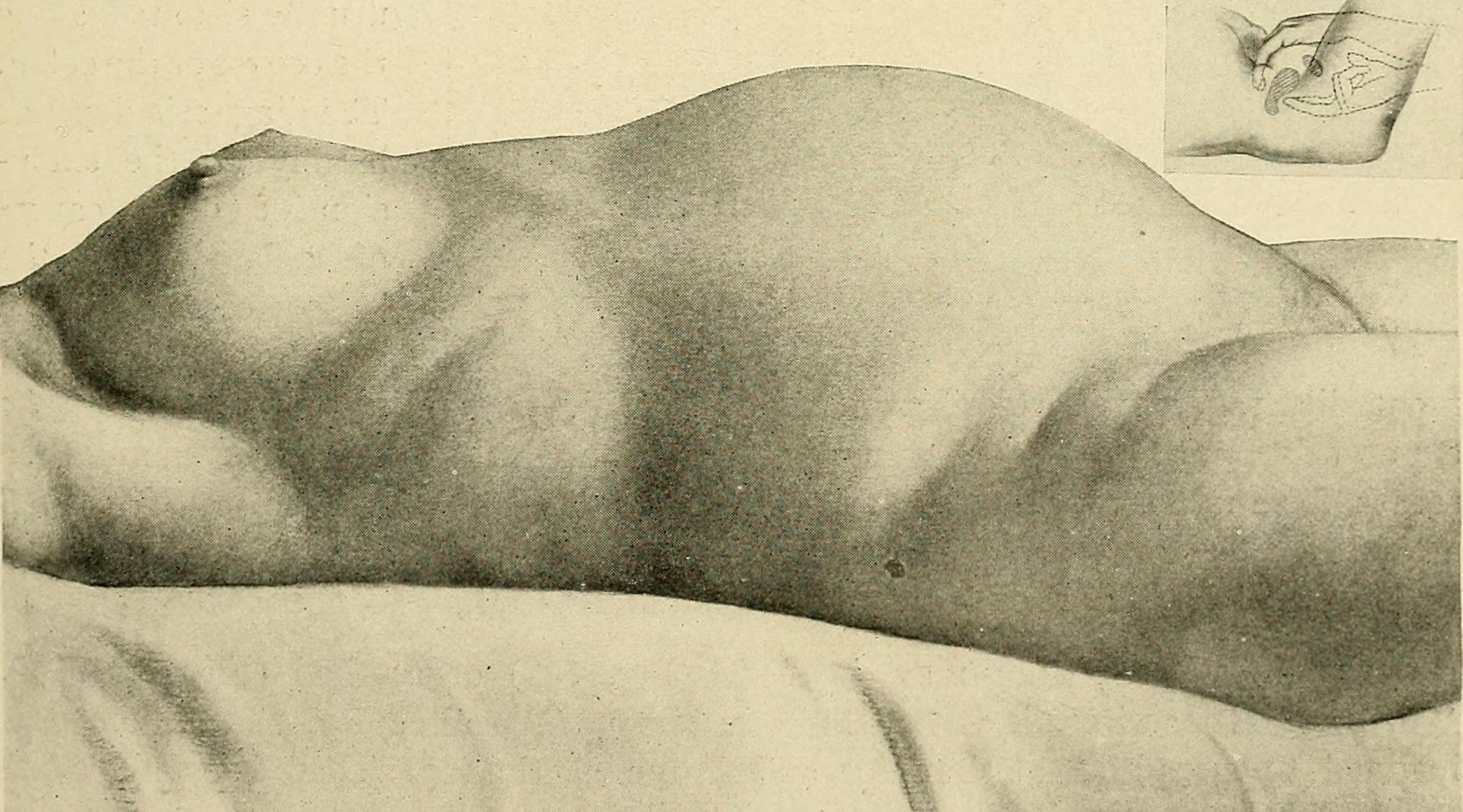
Raffigurazione di una donna affetta da meteorismo, scambiato per gravidanza, in un testo del 1907

Con meteorismo viene indicato un disturbo gastrointestinale associato alla distensione addominale provocata da una eccessiva produzione e accumulo di gas nel tratto digestivo, usualmente nel tratto intestinale (Meteorismus intestinalis) o nello stomaco, più raramente nella cavità addominale. Il termine deriva dal greco meteoros (sollevare, stare in alto), per indicare appunto, un accumulo di gas che risale nel tratto gastro-intestinale e che non viene evacuato, ad esempio attraverso la flatulenza, dando luogo a complicanze, una tra tutte il rigonfiamento dell'addome stesso.

## Descrizione
La quantità di gas all'interno dell'intestino è abbastanza costante, e non rappresenta che una piccola frazione del volume totale realmente prodotto. Il volume totale dei gas è soltanto da 100 a 200 mL. La quantità dei gas è regolata dal transito intestinale e dall'evacuazione del gas in eccesso. I gas vengono inalati nell'organismo con la deglutizione, le reazioni biochimiche, la diffusione a partire dal sangue e dalla fermentazione batterica intestinale. I gas vengono espulsi invece per assorbimento dalla parete intestinale, per escrezione respiratoria, per sintesi batterica e per evacuazione anale.

### Eccessiva produzione
Un'eccessiva produzione è influenzata dalla ricchezza in fibre alimentari (soprattutto pectina, poco la cellulosa), la cui riduzione causa una netta diminuzione dei gas prodotti. Esso dipende anche dalla durata del transito: più è lento (costipazione), più la produzione sarà importante.

### Alterazione della propulsione
Tramite la peristalsi, l'intestino mette in movimento i gas prodotti in modo da evacuare la parte non riassorbita dall'intestino. In alcuni pazienti vi è un rallentamento della propulsione dei gas e formazione di sacche gassose. Anche lo sfintere anale ha un ruolo; normalmente il gas è evacuato mediante l'associazione di una leggera contrazione dei muscoli addominali con il rilasciamento dell'ano; talvolta non c'è tale coordinazione e lo sfintere non si rilascia.
In conclusione, non è tanto l'eccesso dei gas, ma la distribuzione anormale di essi ad essere responsabile del meteorismo addominale. È da notare che la ritenzione dei gas nell'intestino tenue dà una sintomatologia più marcata della ritenzione nel colon; inoltre, è stato notato che, per una stessa quantità di gas, certe persone si sentono gonfie e altre no, quindi vi è un fattore personale di sensibilità e di tolleranza a tale sintomo.